# 金子圭輔
金子 圭輔（かねこ けいすけ、1985年7月23日 - ）は、千葉県君津市出身の元プロ野球選手、（内野手）、コーチ。右投両打。

## 経歴

### プロ入り前
兄の影響で小学校3年生から野球を始めた。君津市立小糸中学校に進学し、木更津リトルシニアに所属しながら、走幅跳の千葉県大会に出場し6メートル30の記録で6位に入賞した。
志学館高等部へ入学した際に、新入生全員を対象に実施される体力テストで、同校史上初の全種目満点を記録した。同校の硬式野球部では、1年夏から遊撃手としてレギュラーを獲得。2年の秋から4番に座ると、投手不在のチーム事情から投手へ転向。3年時には主将・4番・エースとして夏の県大会で準優勝。1回戦から決勝戦まで全7試合でマウンドに上がり、61イニングを投げぬいた。また、準々決勝の八千代松陰高校戦では、大場翔太と投げ合った末に、2対1で競り勝った。
2003年のプロ野球ドラフト会議で、当時の福岡ダイエーホークスから6巡目指名を受け入団。志学館高校の出身者としては、青山学院大学経由で広島東洋カープへ入団した澤崎俊和以来2人目のプロ野球選手になった。

### ダイエー・ソフトバンク時代
2004年
最大の武器である俊足、抜群のフィールディングを生かすため、プロ入り後すぐに内野手（主に遊撃手）に転向した。二軍でウエスタン・リーグ63試合に出場したが打率.142と結果が出なかった。
2005年
二軍の遊撃手レギュラーだった明石健志が二塁手となったが、正ショートは新人の江川智晃に奪われた。二軍公式戦63試合に出場し、打率.221と前年から改善した。
2006年
6月15日に初めて一軍出場選手登録され、同日対広島戦（広島市民球場）に、7番三塁手で即スタメン起用され、第1打席にショーン・ダグラスからセンター前タイムリーヒットを放ち、プロ入り初安打・初打点を記録した。その後3試合代打で起用されたが結果が残せず、6月25日に代走起用されたのを最後に7月3日に抹消され、以降は二軍で過ごした。二軍では11盗塁と初めて2桁に乗せ、打率.236とわずかながら改善、守備では遊撃手として72試合に出場し規定試合数をクリアした。
2007年
7月19日に松山坊っちゃんスタジアムで行われたフレッシュオールスターゲームに2番二塁手で先発出場したが2三振で6回に代打を出されて交代した
。二軍では打率を.249まで上げ、リーグ3位タイの13盗塁を記録した。同年は一軍へ昇格することができなかった。
2008年
4月8日に一軍へ昇格し、4月9日の対オリックス・バファローズ戦で二塁手として初の先発出場をして小松聖からプロ入り初の長打となるライトオーバー二塁打を放ったが、その1安打のみで調子が続かず4月26日に二軍へ降格した。6月18日に再昇格した。7月2日に途中出場で初めて一塁の守備に付いた。7月28日には途中出場ながら初めてレフトを守った。8月10日の対東北楽天ゴールデンイーグルス戦2点ビハインド9回二死一二塁の場面で代打起用されマーカス・グウィンからライト前タイムリーを打ち、これが代打での初安打・初打点となった。8月18日には途中出場ながら初めてセンターを守った。8月21日の対埼玉西武ライオンズ戦で遊撃手として初の先発出場をし、岡本篤志からライト前にタイムリー打を放った。9月9日に抹消され、10月1日に再昇格した。10月6日の対楽天戦で2番遊撃手として先発出場し、5回に朝井秀樹から先制の2点タイムリー打を放ち、これが決勝打となりチームは単独最下位から5位タイへ浮上した。先発出場は7試合で、途中出場は代打9試合、代走8試合、守備8試合だった。10月4日にはファーム日本選手権に2番遊撃手として先発出場した。
2009年
4月8日に一軍へ昇格し、主に三塁の守備要員として起用された。6月6日に二軍へ降格し、7月7日に再昇格したが代走2試合のみの出場で7月22日に再び抹消され、そのまま二軍でシーズン終了を迎えた。先発出場は1試合にとどまり、途中出場は守備代走が中心だった。また、6打数ながら無安打に終わった。
2006年から2010年までのソフトバンク時代は、内野レギュラーに川﨑宗則・松田宣浩・本多雄一などが定着した時期であり、一軍控えとしても本間満や森本学を押しのける結果を出せなかったため、稀に代走・守備固めとしての出場があるものの出場試合数は多くはなかった。
2010年
4月29日に金澤健人とのトレードで荒金久雄とともにオリックス・バファローズへ移籍した。

### オリックス時代
2010年

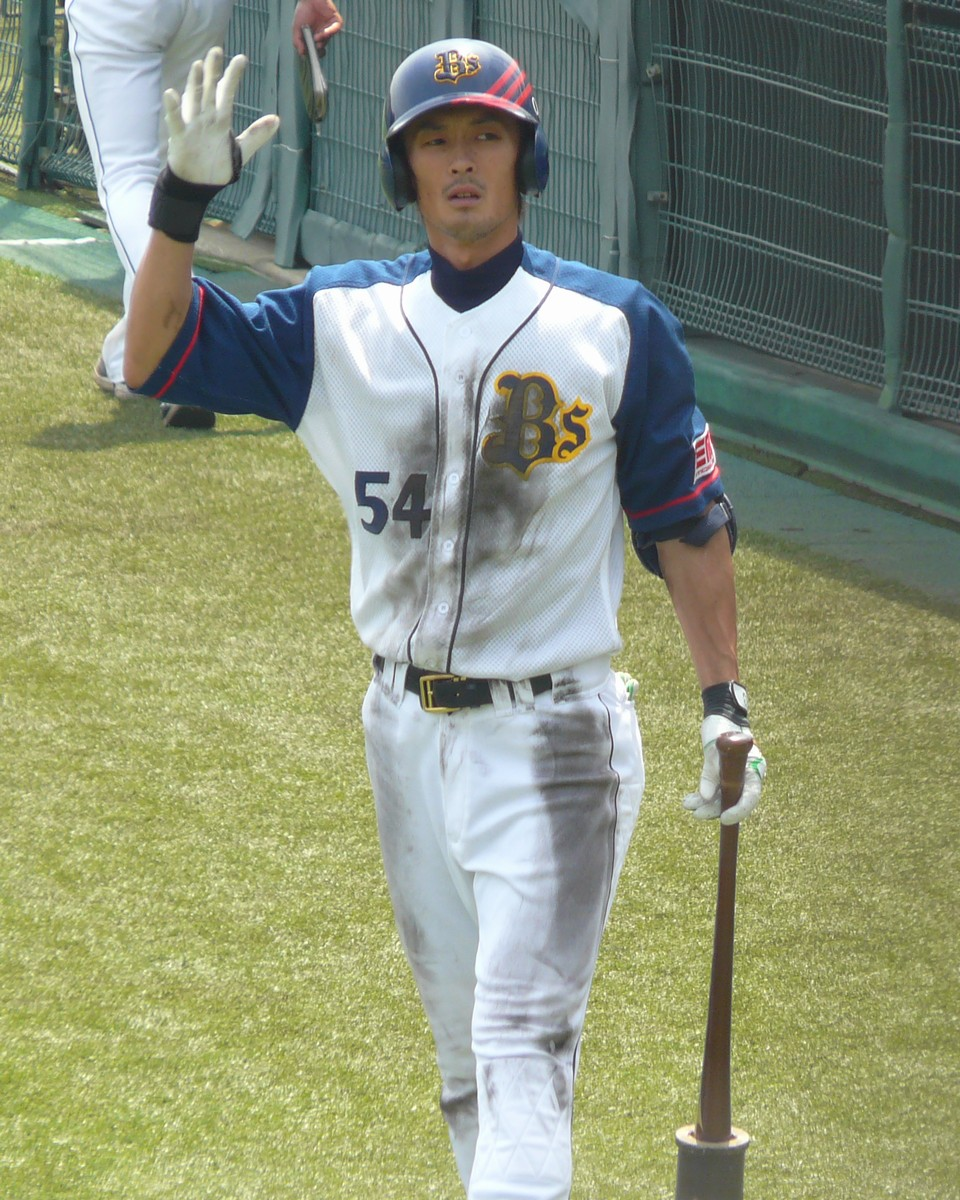

5月3日に一軍へ昇格し、5月4日の対ソフトバンク戦で8回にショートの守備から移籍後初出場し、9回に高橋徹から四球を選び出塁した。5月9日の対千葉ロッテマリーンズ戦で8回に代走起用された直後に秋親－里崎智也バッテリーから二塁へ盗塁を決めて、これがプロ入り初盗塁となった。出場機会が無く5月14日に二軍へ降格した。大引啓次の離脱により7月2日に再昇格した。7月19日の対楽天戦で9番遊撃手として移籍後初の先発出場を果たし、5回二死の場面で山村宏樹からライト前安打で出塁したが、直後に嶋基宏の送球によりプロ入り初の盗塁失敗を喫してチェンジとなった。最終的に自己最多の12試合の先発出場をし、打率も初めて2割を越えた。オフの12月29日に背番号を大村直之が着用していた6に変更した。
2011年
開幕は一軍で迎えた。開幕直後から慢性的な右肩痛があったが、4月15日には代打から遊撃手の守備で起用され、4月16日の対楽天戦から3試合連続で遊撃手で先発出場したが、打撃で8打数無安打、守備では失点に繋がる送球エラーを重ね、4月20日に二軍へ降格となった。5月22日に再昇格し、主にセカンドの守備要員として起用されたが6試合の出場にとどまり5月30日に再び二軍へ降格した。後藤光尊や大引啓次らの内野陣のレギュラーが固定された事もあり、6月以降は二軍暮らしに終わった。

### ソフトバンク復帰後
2012年
1月17日、髙橋秀聡とのトレードで福岡ソフトバンクホークスへ移籍し、2年ぶりにホークスに復帰した。3月12日に元会社員の女性と結婚した。
開幕は一軍で迎えたが代走2試合2得点のみで4月23日に二軍へ降格した。本多雄一の首痛により5月12日に再昇格し、同日の対千葉ロッテ戦で2点ビハインド8回に代走から途中出場し、唐川侑己－里崎智也バッテリーから明石健志と重盗を成功させ、小久保裕紀のタイムリーで両者とも生還し同点とした。10回には四球で出塁し、益田直也－里崎バッテリーから二盗を成功し、これがプロ入り初のマルチ盗塁となった。5月20日の対読売ジャイアンツ戦で2番遊撃手でソフトバンク復帰後初の先発出場を果たし、7回に澤村拓一からセンター前ヒットで先頭打者として出塁し、小久保のタイムリー打により得点を記録した。主に代走で起用されたが6月4日に二軍へ降格し、7月8日に再昇格した。8月上旬に松田宣浩が故障離脱してからは一塁手・小久保裕紀の守備要員としての明石健志が一塁を守り、それに伴う三塁の守備固めとしてシーズン終了まで20試合以上起用された。
クライマックスシリーズファーストステージでは10月15日第3戦の9回裏に小久保に代わる一塁守備としてクライマックスシリーズ初出場を果たし、最終打者クリス・カーターのファーストゴロを捌いた。ファイナルステージでは10月17日第1戦で8回に代打を出された今宮健太に代わり遊撃手として出場したが守備機会はなかった。10月18日第2戦では代走から出場したが守備機会は無かった。
2013年
開幕を一軍で迎えた。5月9日の対オリックス戦で2番遊撃手として起用され、5回に海田智行からショートへの内野安打で出塁し、伊藤光から盗塁を成功させ、これがソフトバンク復帰後古巣オリックスからの初安打・初盗塁となった。6月22日の対楽天戦では6回代走から出場し、7回二死満塁では片山博視から押し出し四球で出塁し、9回一死一二塁の場面ではジム・ハウザーから2点タイムリー二塁打を放ち、これにより自己最多の1試合3打点を記録した。7月17日から7月27日までは自己最長の5試合連続安打を記録した。8月29日に抹消され、9月26日に再昇格したが以後の出場機会は1試合のみだった。同年は控え内野手として34試合に守備で起用され、ブライアン・ラヘアの代わりに一塁手を守ることが多く26試合起用された。先発出場は二塁手5試合、遊撃手1試合にとどまった。プロ入り後初めて打率3割台で終えた。
2014年
開幕を一軍で迎えたものの出場機会がなく4月4日に二軍へ降格。7月3日に一軍へ昇格し、7月は主に三塁の守備固めで起用された。8月2日の本多雄一の左手薬指骨折により、8月3日から10試合連続で9番二塁手として先発出場した。8月3日の対北海道日本ハムファイターズ戦では2回無死満塁の場面で大谷翔平から先制のタイムリー打を放った。続く8月5日の対西武戦では3回に先頭安打を放ち1点目の走者として生還、8回には四球で出塁して得点、9回には一死満塁からダメ押しとなるタイムリー打を放った。8月12日の対楽天戦では6回1点ビハインド二死一三塁の場面で辛島航から逆転の2点タイムリーツーベースを放った。これが決勝打となりプロ11年目にして初のお立ち台に上がった。また、監督の秋山幸二の故郷・熊本県藤崎台県営野球場でチームは9連勝を達成した。8月中旬以降はやや調子を崩し、二塁手争いは明石健志に敗れて控えとなった。10月2日の2位オリックスとの優勝を賭けたシーズン最終戦では7回に代走から出場してセカンドの守備に入り、グラウンドでリーグ優勝決定の瞬間を迎えた。一軍でリーグ優勝を迎えたのはプロ11年目にして自身初である。最終的には2010年と同じ自己最多タイの12試合の先発出場、打席数・打点も自己最多となった。クライマックスシリーズファイナルステージと日本シリーズは全試合ベンチ入りしたが出場機会が無かった。
2016年
一軍公式戦10試合に出場したが、通算で5打数無安打に終わった。10月22日に球団から戦力外通告を受けたが、NPB他球団での現役続行を希望していたことから、11月12日には12球団合同トライアウト（阪神甲子園球場）に参加。シートバッティング形式の対戦で、5人の投手を相手に、5打数1安打1三振という結果を残した。しかし、他球団からの獲得オファーを受けるまでに至らなかったため、11月下旬に現役を引退することを決断した。12月2日付で、NPBから自由契約選手として公示。

### 現役引退後
引退後は球団職員としてソフトバンクに在籍。2017年から2020年までは、球団広報としてチームに帯同し、2021年からはスコアラーを務めた。
2023年からは三軍内野守備走塁コーチとして現場に復帰した。

## プレースタイル

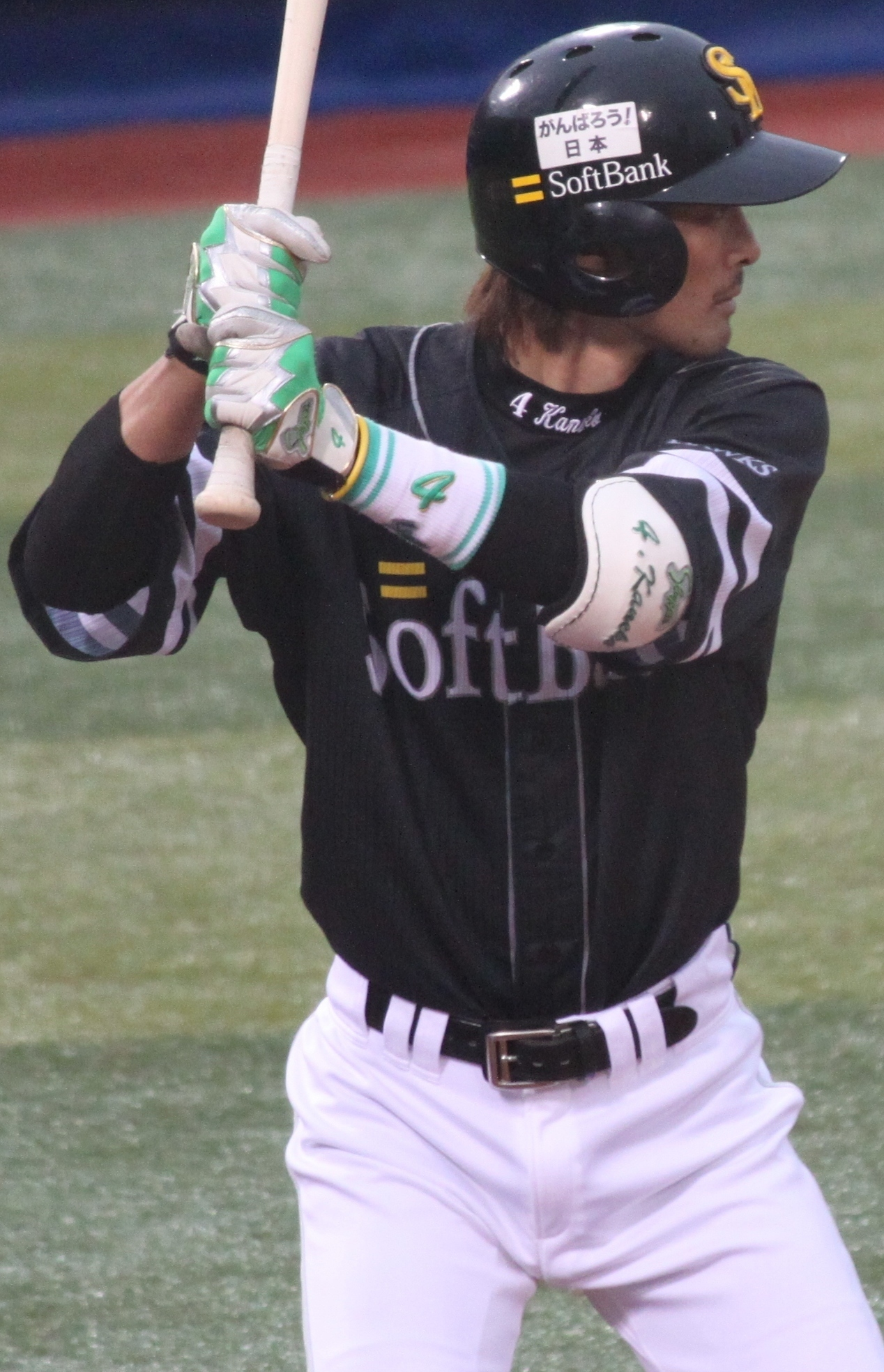
金子の打撃フォーム
（2012年3月18日、横浜スタジアム）

プロ入り前は投手として最速142km/hを投げ、打っては高校通算22本塁打、50メートル走は6秒0の俊足だった。
守備では内外野をこなし終盤に守備固めとして出場するユーティリティープレイヤー。外野手としては2008年に左翼手と中堅手で一軍出場を経験した。足も速い。2004年の秋季キャンプで二軍監督の秋山幸二に両打ちを勧められて左打ちに取り組み、スイッチヒッターとなった。

## 人物・エピソード
1996年12月、小学校5年生時に野球教室参加の際、当時新日鐵君津（現新日鐵住金かずさマジック）の主力選手だった松中信彦に、「この子は将来プロ野球選手になれますよ」と太鼓判を押された。同じく参加していた森慎二も金子の母へ「この子はスジがいい」と伝えた。そして金子は福岡ダイエーホークスに入団し、松中と同じユニフォームを着ることとなった。
オリックス時代の2011年3月、右足親指付け根の痛みを訴え、痛風の疑いと診断されたことがある。
2014年シーズンで最も勝ち運のあった選手として記事になった。
プロ入り以来、一軍で猛打賞、本塁打、犠牲フライが一度も無い。
ソフトバンクの二軍で調整していた現役晩年に、二軍のウエスタン・リーグ優勝が決まった試合の直後にチームメイトから胴上げされたほど、後輩選手からの信望が厚い。

## 詳細情報

### 年度別打撃成績
| 年 度      | 球 団        | 試 合 | 打 席 | 打 数 | 得 点 | 安 打 | 二 塁 打 | 三 塁 打 | 本 塁 打 | 塁 打 | 打 点 | 盗 塁 | 盗 塁 死 | 犠 打 | 犠 飛 | 四 球 | 敬 遠 | 死 球 | 三 振 | 併 殺 打 | 打 率 | 出 塁 率 | 長 打 率 | O P S |
| ---------- | ------------ | ----- | ----- | ----- | ----- | ----- | -------- | -------- | -------- | ----- | ----- | ----- | -------- | ----- | ----- | ----- | ----- | ----- | ----- | -------- | ----- | -------- | -------- | ----- |
| 2006       | ソフトバンク | 5     | 7     | 7     | 1     | 1     | 0        | 0        | 0        | 1     | 1     | 0     | 0        | 0     | 0     | 0     | 0     | 0     | 3     | 0        | .143  | .143     | .143     | .286  |
| 2008       | ソフトバンク | 32    | 44    | 34    | 6     | 4     | 1        | 0        | 0        | 5     | 5     | 0     | 0        | 5     | 0     | 4     | 0     | 1     | 12    | 0        | .118  | .231     | .147     | .378  |
| 2009       | ソフトバンク | 17    | 6     | 6     | 2     | 0     | 0        | 0        | 0        | 0     | 0     | 0     | 0        | 0     | 0     | 0     | 0     | 0     | 1     | 0        | .000  | .000     | .000     | .000  |
| 2010       | オリックス   | 31    | 51    | 46    | 2     | 10    | 2        | 1        | 0        | 14    | 2     | 4     | 1        | 2     | 0     | 2     | 0     | 1     | 16    | 1        | .217  | .265     | .304     | .569  |
| 2011       | オリックス   | 11    | 16    | 12    | 0     | 0     | 0        | 0        | 0        | 0     | 0     | 0     | 0        | 3     | 0     | 1     | 0     | 0     | 4     | 0        | .000  | .077     | .000     | .077  |
| 2012       | ソフトバンク | 41    | 13    | 11    | 7     | 2     | 0        | 0        | 0        | 2     | 0     | 3     | 1        | 1     | 0     | 1     | 0     | 0     | 0     | 1        | .182  | .250     | .182     | .432  |
| 2013       | ソフトバンク | 59    | 49    | 40    | 8     | 13    | 5        | 0        | 0        | 18    | 3     | 2     | 0        | 4     | 0     | 3     | 0     | 2     | 7     | 1        | .325  | .400     | .450     | .850  |
| 2014       | ソフトバンク | 38    | 61    | 48    | 5     | 10    | 2        | 0        | 0        | 12    | 6     | 1     | 1        | 3     | 0     | 9     | 1     | 1     | 15    | 0        | .208  | .345     | .250     | .595  |
| 2015       | ソフトバンク | 9     | 4     | 4     | 0     | 2     | 0        | 0        | 0        | 2     | 0     | 0     | 0        | 0     | 0     | 0     | 0     | 0     | 1     | 0        | .500  | .500     | .500     | 1.000 |
| 2016       | ソフトバンク | 10    | 5     | 5     | 0     | 0     | 0        | 0        | 0        | 0     | 0     | 0     | 0        | 0     | 0     | 0     | 0     | 0     | 4     | 0        | .000  | .000     | .000     | .000  |
| 通算：10年 | 通算：10年   | 253   | 256   | 213   | 31    | 42    | 10       | 1        | 0        | 54    | 17    | 10    | 3        | 18    | 0     | 20    | 1     | 5     | 63    | 3        | .197  | .282     | .254     | .535  |

### 年度別守備成績
| 年 度 | 一塁  | 一塁  | 一塁  | 一塁  | 一塁  | 一塁     | 二塁  | 二塁  | 二塁  | 二塁  | 二塁  | 二塁     | 三塁  | 三塁  | 三塁  | 三塁  | 三塁  | 三塁     | 遊撃  | 遊撃  | 遊撃  | 遊撃  | 遊撃  | 遊撃     | 外野  | 外野  | 外野  | 外野  | 外野  | 外野     |
| 年 度 | 試 合 | 刺 殺 | 補 殺 | 失 策 | 併 殺 | 守 備 率 | 試 合 | 刺 殺 | 補 殺 | 失 策 | 併 殺 | 守 備 率 | 試 合 | 刺 殺 | 補 殺 | 失 策 | 併 殺 | 守 備 率 | 試 合 | 刺 殺 | 補 殺 | 失 策 | 併 殺 | 守 備 率 | 試 合 | 刺 殺 | 補 殺 | 失 策 | 併 殺 | 守 備 率 |
| ----- | ----- | ----- | ----- | ----- | ----- | -------- | ----- | ----- | ----- | ----- | ----- | -------- | ----- | ----- | ----- | ----- | ----- | -------- | ----- | ----- | ----- | ----- | ----- | -------- | ----- | ----- | ----- | ----- | ----- | -------- |
| 2006  | -     | -     | -     | -     | -     | -        | 1     | 0     | 1     | 0     | 0     | 1.000    | 1     | 0     | 2     | 0     | 0     | 1.000    | -     | -     | -     | -     | -     | -        | -     | -     | -     | -     | -     | -        |
| 2008  | 6     | 14    | 0     | 0     | 2     | 1.000    | 5     | 10    | 8     | 0     | 1     | 1.000    | -     | -     | -     | -     | -     | -        | 4     | 4     | 9     | 1     | 1     | .929     | 5     | 6     | 0     | 0     | 0     | 1.000    |
| 2009  | 3     | 2     | 0     | 0     | 0     | 1.000    | -     | -     | -     | -     | -     | -        | 8     | 0     | 6     | 0     | 0     | 1.000    | 1     | 0     | 0     | 0     | 0     | ----     | -     | -     | -     | -     | -     | -        |
| 2010  | -     | -     | -     | -     | -     | -        | -     | -     | -     | -     | -     | -        | -     | -     | -     | -     | -     | -        | 22    | 12    | 33    | 2     | 7     | .957     | 1     | 1     | 0     | 0     | 0     | 1.000    |
| 2011  | -     | -     | -     | -     | -     | -        | 5     | 8     | 3     | 0     | 1     | 1.000    | -     | -     | -     | -     | -     | -        | 4     | 4     | 4     | 2     | 0     | .800     | -     | -     | -     | -     | -     | -        |
| 2012  | 2     | 1     | 0     | 1     | 0     | .500     | -     | -     | -     | -     | -     | -        | 22    | 4     | 10    | 0     | 0     | 1.000    | 5     | 1     | 9     | 0     | 0     | 1.000    | -     | -     | -     | -     | -     | -        |
| 2013  | 31    | 59    | 1     | 0     | 4     | 1.000    | 11    | 14    | 19    | 2     | 3     | .943     | -     | -     | -     | -     | -     | -        | 5     | 2     | 6     | 0     | 2     | 1.000    | -     | -     | -     | -     | -     | -        |
| 2014  | -     | -     | -     | -     | -     | -        | 25    | 28    | 50    | 2     | 9     | .975     | 11    | 2     | 1     | 0     | 0     | 1.000    | -     | -     | -     | -     | -     | -        | -     | -     | -     | -     | -     | -        |
| 2015  | 2     | 2     | 0     | 0     | 0     | 1.000    | 6     | 5     | 1     | 0     | 1     | 1.000    | -     | -     | -     | -     | -     | -        | -     | -     | -     | -     | -     | -        | -     | -     | -     | -     | -     | -        |
| 通算  | 44    | 78    | 1     | 1     | 6     | .988     | 53    | 65    | 82    | 4     | 15    | .974     | 42    | 6     | 19    | 0     | 0     | 1.000    | 41    | 23    | 61    | 5     | 10    | .944     | 6     | 7     | 0     | 0     | 0     | 1.000    |

### 記録
初記録
- 初出場・初先発出場：2006年6月15日、対広島東洋カープ6回戦（広島市民球場）、7番・三塁手で先発出場
- 初打席・初安打・初打点：同上、2回表にショーン・ダグラスから中前適時打
- 初盗塁：2010年5月9日、対千葉ロッテマリーンズ8回戦（京セラドーム大阪）、8回裏に二盗（投手：秋親、捕手：里崎智也）

### 背番号
- 53（2004年 - 2010年途中）
- 54（2010年途中 - 同年終了）
- 6（2011年）
- 4（2012年 - 2016年）
- 91（2023年 - ）

### 登場曲
- 「黄金魂」湘南乃風
- 「ちから」lecca
- 「ピンキージョーンズ」ももいろクローバー 2014年